# Monestier-Port-Dieu
Monestier-Port-Dieu település Franciaországban, Corrèze megyében. Lakosainak száma 133 fő (2022. január 1.). Monestier-Port-Dieu Beaulieu, Confolent-Port-Dieu, Thalamy, Labessette, Larodde és Sarroux-Saint Julien községekkel határos.

## Népesség
A település népességének változása:
| Lakosok száma | 203  | 153  | 143  | 119  | 127  | 113  | 103  | 98   | 111  | 133  |
|               | 1968 | 1982 | 1990 | 2006 | 2013 | 2015 | 2017 | 2019 | 2020 | 2022 |